# Nokia 5230
A Nokia 5230 egy GPS modullal és érintőkijelzővel ellátott mobiltelefon, melyet a Nokia cég 2009 decemberében mutatott be. A Nokia 5800 kistestvéreként is nevezik a telefont mivel majdnem azonos külsővel, viszont jóval gyengébb paraméterekkel készült. Az Egyesült Államokban Nuron néven forgalmazzák.

## Főbb technikai adatok
| Adatok                  | Adatok                                |
| ----------------------- | ------------------------------------- |
| Frekvenciasáv           | HSDPA + GSM 4 band (global roaming)   |
| Telefonkönyv db         | Dinamikus                             |
| Memória MB              | 70                                    |
| Memória bővíthetőség    | T-Flash (microSD)                     |
| Magyar nyelvű menü      | Van                                   |
| Flight mode             | Van                                   |
| Operációs rendszer      | St = Symbian 9,4 - 5th Edition, Touch |
| Készenléti idő óra      | 432                                   |
| Beszélgetési idő óra    | 7                                     |
| Súly g                  | 115                                   |
| Méret mm                | 111*52*16                             |
| Akkumulátor             | Li-Ion                                |
| Kijelző pixel           | sVGA (360*640)                        |
| Színes kijelző          | TouchScreen                           |
| Színárnyalatok száma db | 16m (24 bit)                          |
| GPRS                    | Van                                   |
| EDGE                    | Van                                   |
| Generáció               | 3,5G                                  |
| WAP                     | HTML                                  |
| EMS                     | eMail                                 |
| MMS                     | Van                                   |
| Infraport               | Nincs                                 |
| Bluetooth               | A2DP                                  |
| WLAN                    | Nincs                                 |
| Blackberry              | Nincs                                 |
| Vibra jelzés            | Van                                   |
| Kihangosítás            | Van                                   |
| Hanghívás               | Van                                   |
| Hangjegyzet             | Van                                   |
| Csengőhang letöltés     | Van                                   |
| Dallamszerk.            | Nincs                                 |
| Polifónia               | MIDI                                  |
| MP3                     | Symbian Player                        |
| Rádió                   | RDS                                   |
| Kamera                  | CMOS                                  |
| Kamera felbontása       | 2,x Mpixel                            |
| Video                   | Symbian Player                        |
| GPS                     | a-GPS                                 |
| Java                    | 2,x MIDP                              |
| Push to talk            | Nincs                                 |
| RotaS                   | fotA                                  |
| TV be vagy kimenet      | Nincs                                 |
| Brand                   | XpressMusic                           |
| Limited Edition         | Red Bull Mobile                       |
| Egyebek                 | Calendar, T9 input                    |

## Személyre szabhatóság
Rengeteg alkalmazás, téma, játék és háttérkép lelhető fel az interneten, így teljesen a saját igényeinkhez igazíthatjuk mobiltelefonunkat.